# Acianthera freyi
Acianthera freyi är en orkidéart som först beskrevs av Carlyle August Luer, och fick sitt nu gällande namn av Fábio de Barros och V.T.Rodrigues. Acianthera freyi ingår i släktet Acianthera och familjen orkidéer. Inga underarter finns listade i Catalogue of Life.